# Гетто в Островно (Витебская область)
Гетто в Остро́вно (19 июля 1941 — 30 сентября 1941) — еврейское гетто, место принудительного переселения евреев деревни Островно Бешенковичского района Витебской области и близлежащих населённых пунктов в процессе преследования и уничтожения евреев во время оккупации территории Белоруссии войсками нацистской Германии в период Второй мировой войны.

## Оккупация Островно и создание гетто
Немецкие войска захватили Островно 5 июля 1941 года, и оккупация продлилась до 23 июня 1944 года.
Реализуя нацистскую программу уничтожения евреев, немцы создавали гетто почти во всех городах и населённых пунктах Беларуси, где проживало еврейское население. Так и в Островно уже 19 июля 1941 года оккупанты организовали гетто. Евреям приказали пришить на верхнюю одежду желтую нашивку и переселиться в десять домов на правой стороне центральной улицы местечка.
Евреям запрещалось покидать гетто, хотя оно не было ограждено. В первый же день был расстрелян Арон Штукмейстер, нарушивший этот приказ оккупантов.

## Уничтожение гетто
Утром 30 (29) сентября 1941 года, в канун праздника Рош а-Шана, гетто было окружено автоматчиками, всех евреев загнали в машины, вывезли на окраину местечка к еврейскому кладбищу и убили. В этот день были убиты 300 евреев.
Перед расстрелом Рыжик Рахиль — учительница младших классов, Кролик Фрида — студентка мединститута и Аня Афремова — студентка пединститута успели проклясть убийц: «за свои чёрные дела фашисты не останутся безнаказанными, не будет им прощения».

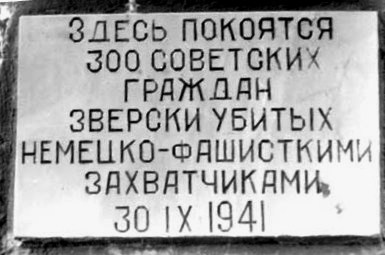
Надпись на памятнике евреям Островно

В братской могиле оказались и раненые, засыпанные землёй заживо. Немцы приказали охранять могилу, чтобы не дать никому спастись, и сразу после расстрела устроили праздничное застолье — вместе с «бобиками» (так в народе презрительно называли полицаев) пили и плясали.
Всего в Островно около еврейского кладбища было расстреляно 350 евреев.
У Шумова Исраила погибли жена Пейса, тёща и дочь Сима, которую сначала изнасиловали. Учительницу Стефу Марковну Шехтер убили с двумя маленькими дочками. Сбежавших Исраила Шумова и Мотла Шамеса полицаи поймали и зверски убили в деревне Журавли.

## Память
Фамилии ещё некоторых из погибших в Островно: Берман Бася Абрамовна, её муж Рыжик Нохим Моткевич и их дети Сара и Моисей; Рыжик Мотке Рувимович, Рыжик Хьенка, Рыжик Сайе Рувимович, Рыжик-Афремова Рива Моткевна и её две дочери Рая и Дора, Рыжик Рахиль Моткевна, жена Исаака — Лиза и их двое детей Люда и Марик, родной брат Лизы (имя не сохранилось, мальчику было лет 12—13), Рыжик Мотке — Клейнер, жена его Рыжик Хася, Гальбрайх Хана.
Известны фамилии некоторых местных полицейских, участвовавших в организации и проведении «акций» (таким эвфемизмом гитлеровцы называли организованные ими массовые убийства): Петр Савельевич Ковалевский, Михаил Павлович Сорокин, Анатолий Сергеевич Букштынов.
На месте расстрела жертв геноцида евреев в Островно в 1956 году был установлен обелиск.